# Bledius politus
Bledius politus är en skalbaggsart som beskrevs av Wilhelm Ferdinand Erichson 1840. Bledius politus ingår i släktet Bledius och familjen kortvingar. Inga underarter finns listade i Catalogue of Life.